# El Mundial de México
El Mundial de México  es una historieta de Mortadelo y Filemón serializada entre 1986 y 1987 en la revista Mortadelo y más tarde Súper Mortadelo. Es una de las historietas apócrifas de la serie realizadas por el Bruguera Equip en los años 1980 con guion de Jesús de Cos.

## Trayectoria editorial
Fue la última historieta larga de Mortadelo y Filemón serializada por la editorial Bruguera. Las primeras 32 páginas se publicaron en 1986 en los números del 275 a 277 de la revista Mortadelo quedando interrumpida la aventura por el cierre de la editorial. El final de la historieta pudo leerse al año siguiente gracias a ediciones B en los números 1 y 2 de la nueva revista Súper Mortadelo, aunque con el título "El superpatadón". A pesar de no haber terminado la serialización Bruguera publicó la historieta en un álbum de la colección Olé. El guion de la misma es de Jesús de Cos, siendo el dibujante un trabajador desconocido del Bruguera Equip.

## Sinopsis
La organización rival de la T.I.A., la A.B.U.E.L.A, ha decidido sembrar el caos en el mundial de México 86 infiltrando una lista con partidos controvertidos como el de los racistas de África del Sur contra Bélgica (con jugadores negros falsos de la A.B.U.E.L.A) o USA contra URSS (quienes llevan sus tanques y misiles al campo de juego). Mortadelo y Filemón deben evitar que la violencia campe a sus anchas en los partidos.